# Chomutov
Chomutov (phát âm tiếng Séc: [ˈxomutof]; tiếng Đức: Komotau) là một thành phố thuộc vùng Ústí nad Labem của Cộng hòa Séc. Thành phố có tổng diện tích 29 km2. Theo điều tra năm 2009 là 50.454 người. Đây là thành phố lớn thứ 20 ở Cộng hòa Séc và lớn thứ 4 ở vùng Ústí nad Labem và lớn nhất ở huyện Chomutov. Có 80.000 ở vùng đô thị.